# Alvia
Alvia — залізничний високошвидкісний сервіс в Іспанії, під орудою Renfe Operadora для міжміського сполучення з максимальною швидкістю 250 км/год.
Потяги використовують як іберійську колію, так і стандартну колію, що дозволяє їм прямувати нещодавно побудованими швидкісними лініями на деяких дистанціях, перш ніж перейти на «класичну» мережу іберійської колії.
Потяги, що курсують виключно швидкісними маршрутами, мають марку AVE або Avant.

## Рухомий склад

Мішані/високошвидкісні послуги на мапі залізниць Іспанії. Дистанції швидкісної залізниці позначені синім кольором, дистанції іберійською колією — червоним).

Станом на січень 2018 року курсують поїзди RENFE Class 120/121, RENFE Class 130 та RENFE Class 730.
Потяги класу 120 використовують на маршрутах з Мадрида до Памплони, Логроньо, Ірун і Андай (Франція) (прямують швидкісними лініями від Мадрида до Вента-де-Баньйос і змінюють там колію), а також між Барселоною і Іруном, Більбао (курсують швидкісними лініями між Барселоною та Сарагосою).
Потяги класу 121 використовують на маршрутах з Мадрида до Уельви, Понферради, Хіхона та Сантандеру, змінюючи колію у Севільї, Леоні та Вента-де-Баньйос.
Потяги класу 130 використовують на маршрутах з Мадрида до Більбао, Ірун і Андай (зміна колії у Вента-де-Баньос), з Аліканте до Хіхону та Сантандеру, зміна колії у Леоні та Вента-де-Баньйос, між Кастельоном та Хіхоном (на високошвидкісній лінії від Кастельона до Леона), а також між Барселоною та Галісією.
Нарешті, клас 730 використовують на маршрутах з Аліканте до Ла-Коруньї, Віго та Понтеведри (на високошвидкісних лініях від Аліканте до Самори та від Сантьяго-де-Компостела до Ла-Коруньї та Віго).

Ці потяги також курсують з Мадрида до Мурсії.
На відміну від інших класів, вони можуть працювати як на дизельному паливі, так і на повітряній електриці, і тому використовуються на тих маршрутах, де лінії не електрифіковані.

## Маршрути
Станом на 2021 рік Renfe пропонує такі послуги Alvia:
- Аліканте — Сантандер, через Віллена, Альбасете, Куенка, Мадрид, Сеговія, Вальядолід, Паленсія та Торрелавега.
- Барселона — Ла-Корунья, через Кемп-Таррагона, Льєра, Сарагоса, Тудела, Кастехон, Тафалла, Памплона, Віторія-Гастейс, Міранда-де-Ебро, Бургос, Паленсія, Саагун, Леон, Асторга, Бембібре, Понферрада, О-Барко-де-Вальдеоррас, А Руа, Сан-Клодіо-Кірога, Монфорте-де-Лемос, Оренсе і Сантьяго-де-Компостела.
- Барселона — Більбао, через Кемп Таррагона, Льєра, Сарагоса, Тудела, Кастехон, Калаорра, Логроньо, Аро та Міранда де Ебро.
- Барселона — Сан-Себастьян, через Кемп Таррагона, Льєра, Сарагоса, Тудела, Кастехон, Тафалла, Памплона, Альтсасу та Зумаррага.
- Барселона — Саламанка, через Кемп Таррагона, Льєра, Сарагоса, Тудела, Кастехон, Тафалла, Памплона, Віторія-Гастейс, Міранда-де-Ебро, Бургос, Вальядолід і Медіна-дель-Кампо.
- Барселона — Віго, через Льєріду, Сарагосу, Памплону, Віторію-Гастейс, Бургос, Леон, Понферраду та Оренсе, із послугами сполучення з Хіхоном в Леоні та Ла-Коруньєю в Монфорте-де-Лемос.
- Хіхон — Кастельон, через Ов'єдо, М'єрес-дель-Камін, Ла-Пола, Леон, Паленсія, Вальядолід, Сеговія, Мадрид, Куенка, Рекена-Утіель, Валенсія та Сагунто.
- Хіхон — Вінарос, через Ов'єдо, М'єрес-дель-Камін, Ла-Пола, Леон, Паленсія, Вальядолід, Сеговія, Мадрид, Куенка, Валенсія, Сагунто, Кастельон, Бенікассім, Оропеса-дель-Мар і Бенікарло.
- Мадрид — Ла-Корунья, через Самору, Оренсе та Сантьяго-де-Компостела.
- Мадрид — Більбао, через Сеговію, Вальядолід, Бургос і Міранду-де-Ебро.
- Мадрид — Кадіс, через Сьюдад-Реал, Пуертольяно, Кордову, Севілью та Херес-де-ла-Фронтера.
- Мадрид — Ферроль, через Сеговію, Медіна-дель-Кампо, Самору, Санабрію, Гудінью, Оренсе, Сантьяго-де-Компостела, Ла-Корунью, Бетансос і Понтедеум.
- Мадрид — Хіхон, через Вальядолід, Паленсію, Леон та Ов'єдо.
- Мадрид — Уельва, через Кордову та Ла-Пальма-дель-Кондадо.
- Мадрид — Ірун, через Сеговію, Вальядолід, Бургос, Міранду-де-Ебро, Віторію-Гастейс, Сумаррагу, Толосу та Сан-Себастьян.
- Мадрид — Логроньо, через Гвадалахару, Калатаюд, Туделу та Калаорру
- Мадрид — Луго, через Сеговію, Медіна-дель-Кампо, Самору, Санабрію, Гудінью, Оренсе, Монфорте-де-Лемос і Саррію.
- Мадрид — Картахена, через Альбасете, Хеллін, Сьєса, Мурсія, Бальсікас-мар-Менор і Торре-пачеко.
- Мадрид — Памплона, через Гвадалахару, Калатаюд, Туделу і Тафаллу.
- Мадрид — Понтеведра, через Замору, Санабрію, Гудінью, Оренсе, Сантьяго-де-Компостела та Вілагарсія-де-Аруса.
- Мадрид — Саламанка, через Сеговію та Медіна-дель-Кампо.
- Мадрид — Сантандер, через Вальядолід, Паленсію, Агілар-де-Кампу, Рейносу та Торрелавегу.
- Мадрид — Сантьяго-де-Компостела, через Самору, Санабрію, Гудінью та Оренсе.
- Мадрид — Віго, через Сеговію, Медіна-дель-Кампо, Самору, Санабрію, Ла-Гудінью, Оренсе та Понтеведру.